# Valle de Tobalina
Valle de Tobalina est une commune d'Espagne dans la communauté autonome de Castille-et-León, province de Burgos. Elle s'étend sur 157,49 km2 et comptait environ 1 030 habitants en 2011.